# Kim Rosdahl
Kim Rosdahl, född 12 maj 1996 i Malmö, uppvuxen i Staffanstorp en svensk professionell ishockeyspelare (högerforward) som 2022 spelar för Malmö Redhawks i Svenska Hockeyligan. Hans moderklubb är Limhamn HK.